# Манасамангал Кавья

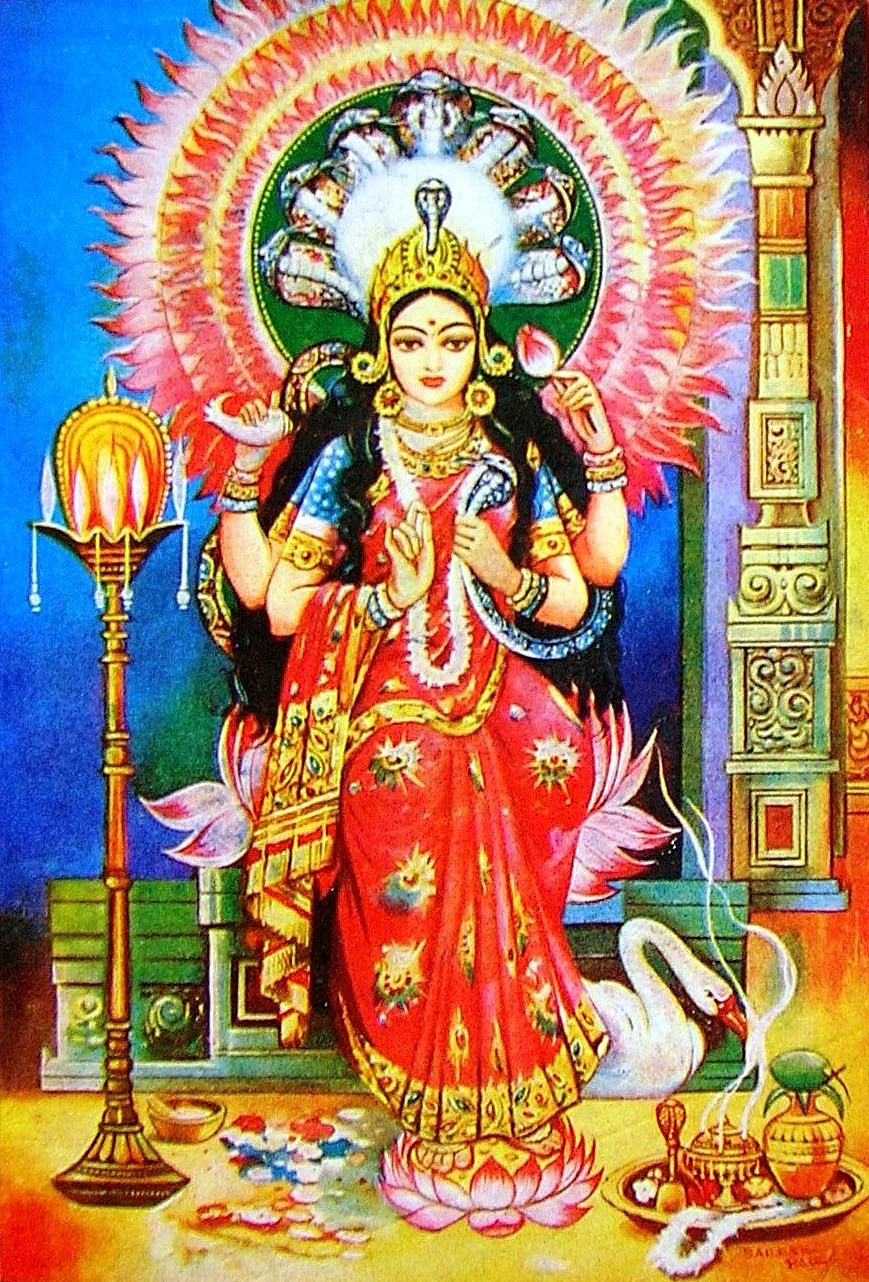
Манаса, богиня-змея в популярных иллюстрациях XX века.

Манасамангал Кавья (Manasamangal Kāvya, бенг. মনসামঙ্গল কাব্য) — одна из старейших бенгальских поэм в жанре мангал-кавья, в которой рассказывается, как богиня-змея Манаса смогла установить свой культ в Бенгалии, обратив в него поклонника Шивы. Манаса не принадлежит к числу арийских божеств, и её культ считается старейшим в Бенгалии, пришедший с дравидийскими племенами, которые поклонялись Манасе в надежде обрести защиту от змей. Манаса также известна как Бисахари, Джангули и Падмавати.

## Содержание эпоса
В поэме говорится о том, как Манаса вступает в спор с купцом Чандом (Чандрадхаром), в результате которого тот становится адептом Манасы. Первоначально Чанд поклоняется Шиве и отказывается признавать в ней божество. Тогда Манаса мстит ему, топит в море семь его кораблей и умерщвляет семь его сыновей. В перегоровы с Манасой включается Бехула, молодая жена младшего сына Манасы, которая добивается воскрешения семи сыновей и возврате семи кораблей, демонстрируя ей свою любовь, упорство и глубину верности своему мужу. Поэма выражает с одной стороны преимущества древнего культа перед арийским культом Шивы, но с другой стороны — возможность победы человеческой гуманности над богами.

## Поэты
Первым автором был по-видимому Хана Каридатта (XIII век), но его версия не сохранилась. Наиболее известна и обладает наивысшими художественными достоинствами версия Биджай Гупта (1484—1485) конца XV века. Известна также версия Бипрадаса Пипилая (1495-6), написанная чуть позже. Известны также версии Пурушоттама и Нараян Деба. Имеются также и более поздние произведения в этом жанре.